# Alois Öllinger
Alois Öllinger, född 19 september 1925 i Schärding i Österrike, död 11 juli 2004 i Kristinehamn, var en österrikisk-svensk fotograf, tecknare, målare, musik- och språklärare.
Han var son till köpmannen Johann Öllinger och Maria Zallinger och från 1958 gift med Helga Maria Karlsson. Öllinger tog privatlektioner i måleri 1948–1953 men var huvudsakligen autodidakt som konstnär. Tillsammans med Georg Bremer och Bertil Jonsson ställde han ut i Göteborg 1955 och han medverkade i samlingsutställningar i bland annat Mariestad och Kristinehamn. Hans konst består av naturalistiskt betonade landskap, mariner och stilleben utförda i pastell samt abstrakta verk utförda i gouache. I slutet av 1960-talet övergick han mer till fotografi.
Öllinger är representerad vid bland annat Kristinehamns kommun med ett flertal porträttfotografier.